# 卢克雷齐娅·鲁杰罗
卢克雷齐娅·鲁杰罗（義大利語：Lucrezia Ruggiero，2000年6月7日—），意大利女子花样游泳运动员，2022年世界游泳锦标赛混合双人技术自选和混合双人自由自选金牌得主、2023年世界游泳锦标赛女子双人技术自选银牌得主。